# Kata Blanka Vas
Kata Blanka Vas (Budapest, 3 settembre 2001) è una ciclista su strada, ciclocrossista e mountain biker ungherese che corre per il Team SD Worx. A livello Under-23 nel 2020 è stata vicecampionessa del mondo di ciclocross e nel cross country.

## Palmarès

### Strada
- 2019 (Juniores)

Campionati ungheresi, Prova in linea Junior
- 2020 (Doltcini-Van Eyck Sport, una vittoria)

Campionati ungheresi, Prova in linea Elite
- 2021 (SD Worx, due vittorie)

Campionati ungheresi, Prova a cronometro Elite
Campionati ungheresi, Prova in linea Elite
- 2022 (SD Worx, due vittorie)

Campionati ungheresi, Prova a cronometro Elite
Campionati ungheresi, Prova in linea Elite
- 2023 (SD Worx, cinque vittorie)

1ª tappa Tour de Suisse Women (Weinfelden > Weinfelden)
Campionati ungheresi, Prova a cronometro Elite
Campionati ungheresi, Prova in linea Elite
8ª tappa Giro d'Italia (Nuoro > Sassari)
Campionati del mondo, Prova in linea U23
- 2024 (SD Worx, due vittorie)

Campionati ungheresi, Prova in linea Elite
5ª tappa Tour de France (Bastogne > Amnéville)

### Ciclocross
- 2018-2019

Campionati ungheresi, Elite
- 2019-2020

Campionati ungheresi, Elite
- 2020-2021 (sei vittorie)

4ª prova Toi Toi Cup (Rýmařov)
Bryksy Cross Gościęcin (Gościęcin)
Versluys Cyclocross, 6ª prova Ethias Cross (Bredene)
Cyclocross Gullegem (Gullegem)
Campionati ungheresi, Elite
Classifica generale Coppa del mondo 2020-2021, Under-23
- 2021-2022 (due vittorie)

Vlaamse Druivencross, 5ª prova Coppa del mondo (Overijse)
Campionati ungheresi, Elite
- 2022-2023 (sei vittorie)

Toi Toi Cup Holé Vrchy
Toi Toi Cup Hlinsko
Toi Toi Cup Jičín
Kermiscross Ardooie
Kiremko Nacht van Woerden
Campionati ungheresi, Elite
- 2023-2024 (una vittoria)

GP Oisterwijk

### Mountain biking
- 2018 (Juniores)[1]

Csömör Kupa, Cross country Junior (Csömör)
ReStart Kupa, Cross country Junior (Zalaegerszeg)
- 2019 (Juniores)[1]

Nagykanizsa Nagydíj XCO, Cross country Junior (Nagykanizsa)
Restart MTB XCO, Cross country Junior (Zalaegerszeg)
Campionati ungheresi, Cross country Junior (Budapest)
- 2020[1]

Campionati ungheresi, Cross country (Zalaegerszeg)
Pilis MTB Cup, Cross country (Törökbálint)
- 2021[1]

1ª prova Czech MTB Cup, Cross country (Zadov)
Campionati ungheresi, Cross country (Csömör)

## Piazzamenti

### Grandi Giri
- Giro d'Italia

2022: 51ª
2023: 43ª
2024: 41ª
- Tour de France

2024: 63ª
- Vuelta a España

2023: 75ª
2024: 57ª

### Competizioni mondiali

#### Strada
- Campionati del mondo

Yorkshire 2019 - In linea Junior: 7ª
Imola 2020 - In linea Elite: 54ª
Fiandre 2021 - In linea Elite: 4ª
Glasgow 2023 - In linea Under-23: vincitrice
Glasgow 2023 - In linea Elite: 11ª
Zurigo 2024 - In linea Elite: 10ª
- Giochi olimpici

Parigi 2024 - In linea: 4ª

#### Ciclocross
- Campionati del mondo

Bogense 2019 - Under-23: 12ª
Dübendorf 2020 - Under-23: 2ª
Ostenda 2021 - Under-23: 3ª
Fayetteville 2022 - Elite: 17ª
Hoogerheide 2023 - Elite: 11ª
- Coppa del mondo[2]

2018-2019 - Elite: 77ª
2019-2020 - Elite: 85ª
2020-2021 - Elite: 5ª
2021-2022 - Elite: 8ª

#### Mountain biking
- Campionati del mondo

Lenzerheide 2018 - Cross country Junior: 40ª
Mont-Sainte-Anne 2019 - Staffetta a squadre: 14ª
Mont-Sainte-Anne 2019 - Cross country Junior: 4ª
Leogang 2020 - Cross country Under-23: 2ª
Val di Sole 2021 - Cross country Under-23: 5ª
Val di Sole 2021 - E-MTB Cross country: 9ª
Glasgow 2023 - Cross country Under-23: 5ª
- Coppa del mondo

2021 - Cross country Under-23: 3ª
- Giochi olimpici

Tokyo 2020 - Cross country: 4ª
Parigi 2024 - Cross country: 10ª

### Competizioni continentali
- Campionati europei su strada

Plouay 2020 - In linea Under-23: 6ª
Trento 2021 - In linea Under-23: 2ª
Limburgo 2024 - In linea Elite: 8ª
- Campionati europei di ciclocross

Tábor 2017 - Under-23: 17ª
Silvelle 2019 - Under-23: 8ª
Rosmalen 2020 - Under-23: 2ª
Col du VAM-Drenthe 2021 - Elite: 2ª
Namur 2022 - Elite: 3ª
- Campionati europei di mountain bike

Graz-Stattegg 2018 - Staffetta a squadre: 10ª
Graz-Stattegg 2018 - Cross country Junior: 18ª
Brno 2019 - Staffetta a squadre: 9ª
Brno 2019 - Cross country Junior: 4ª